# Reuzenchampignon
De reuzenchampignon (Agaricus augustus) is een schimmel uit de stam van de steeltjeszwammen. Het relatief grote vruchtlichaam is een eetbare paddenstoel en komt voor in een groot aantal biotopen, waaronder loof- en naaldbossen.

## Kenmerken

### Uiterlijke kenmerken
Hoed
Het vruchtlichaam van de reuzenchampignon is, zoals de naam aangeeft, een relatief grote paddenstoel. De hoed is aanvankelijk eivormig en groeit uit tot breed gewelfd en vervolgens plat, met een uiteindelijke diameter van maximaal 22 centimeter. Het witte tot geelbruine oppervlak is bedekt met een droge waslaag met kastanjebruine vezelige schubben. 
Lamellen
De vrijstaande lamellen zijn aanvankelijk wit en bedekt met een broze, witte velum partiale met donkergekleurde wratten. Na rijping verdwijnt het velum, worden de lamellen roze en uiteindelijk donkerbruin.
Steel
De witte, knotsvormige steel is tien tot twintig centimeter hoog en heeft een doorsnede van twee tot vier centimeter. De steel steekt meestal diep in de bodem en soms is gedeeltelijk hol. De witte steel is van de ring tot de basis vlokkig geschubd. Deze schubben kleuren na verloop van tijd bruin. 
Ring
Het restant van het velum partiale vormt een grote, witte ring op de steel. De ring is breed en afhangend. 
Geur en smaak
Het witte vlees is stevig en dik en verkleurt na beschadiging geel of rood. Het heeft een schimmelige smaak en een sterke, nootachtige geur die doet denken aan die van amandelen of anijs. Vermoedelijk wordt deze veroorzaakt door benzaldehyde en benzylalcohol, twee stoffen die in het vlees voorkomen.
Sporenprint
De sporenafdruk is chocoladebruin gekleurd.

### Microscopische kenmerken
Elke basidie op de lamellen telt vier ellipsvormige sporen van 7 tot 10 bij 4,5 bij 6,5 micrometer elk.

## Gelijkende soorten
A. subrufescens is inheems in Noord-Amerika en komt ook voor in delen van Europa en Azië, waaronder Nederland. De paddenstoel komt sterk overeen met de reuzenchampignon, maar is te determineren door zijn kleinere sporen, die 6 tot 7,5 bij 4 tot 5 micrometer meten.

## Foto's

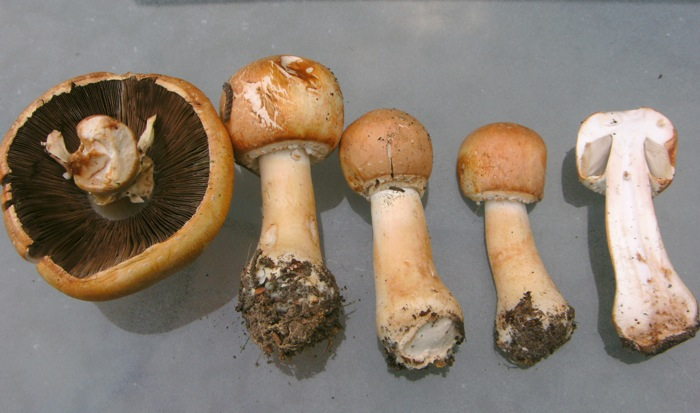
Onderaanzicht en vier jongere exemplaren, waarvan de meest rechtse verticaal is doorgesneden
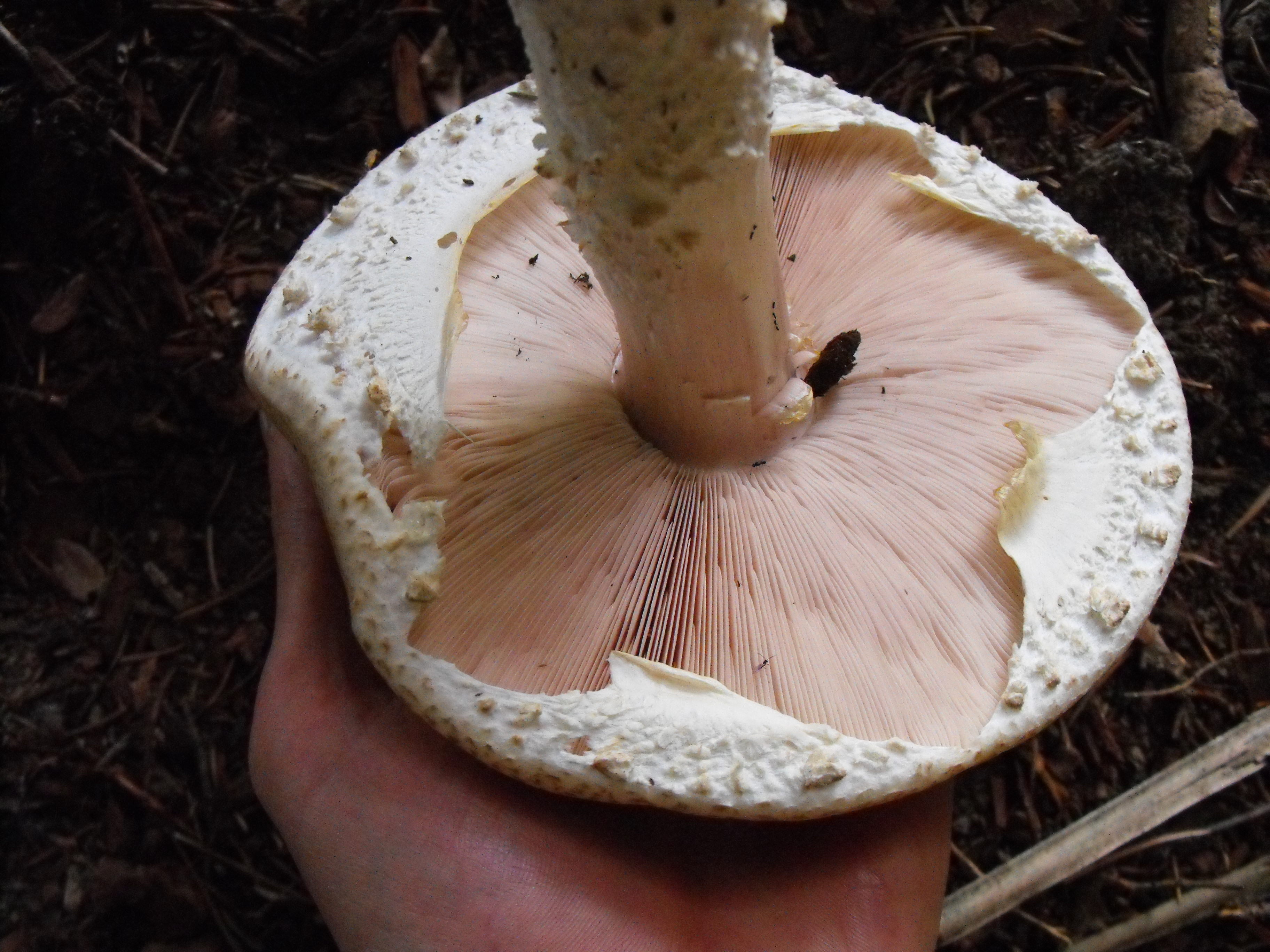
Jong exemplaar met roze lamellen en een bijna verdwenen velum partiale
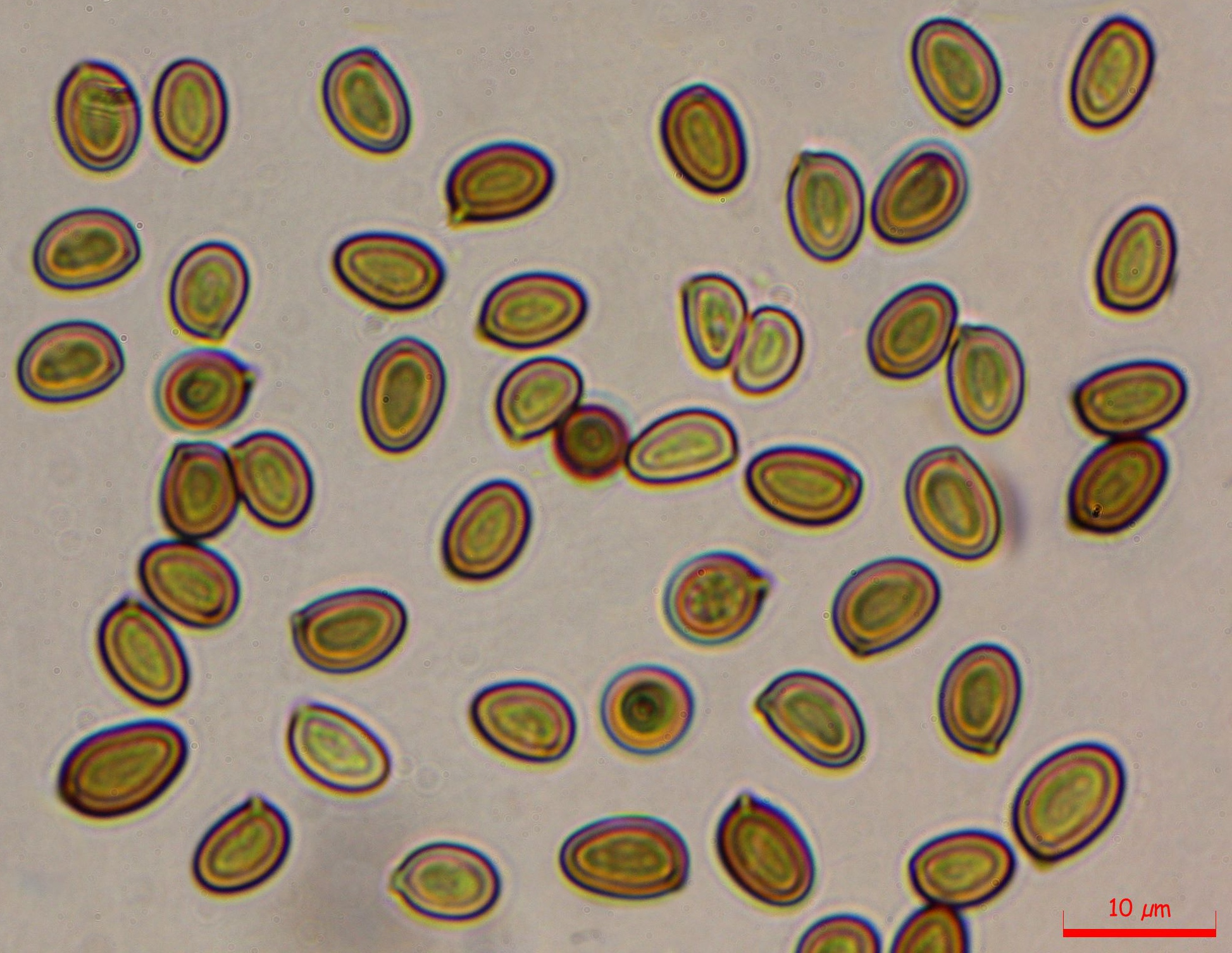
Sporen van de reuzenchampignon (1000 × vergroting)
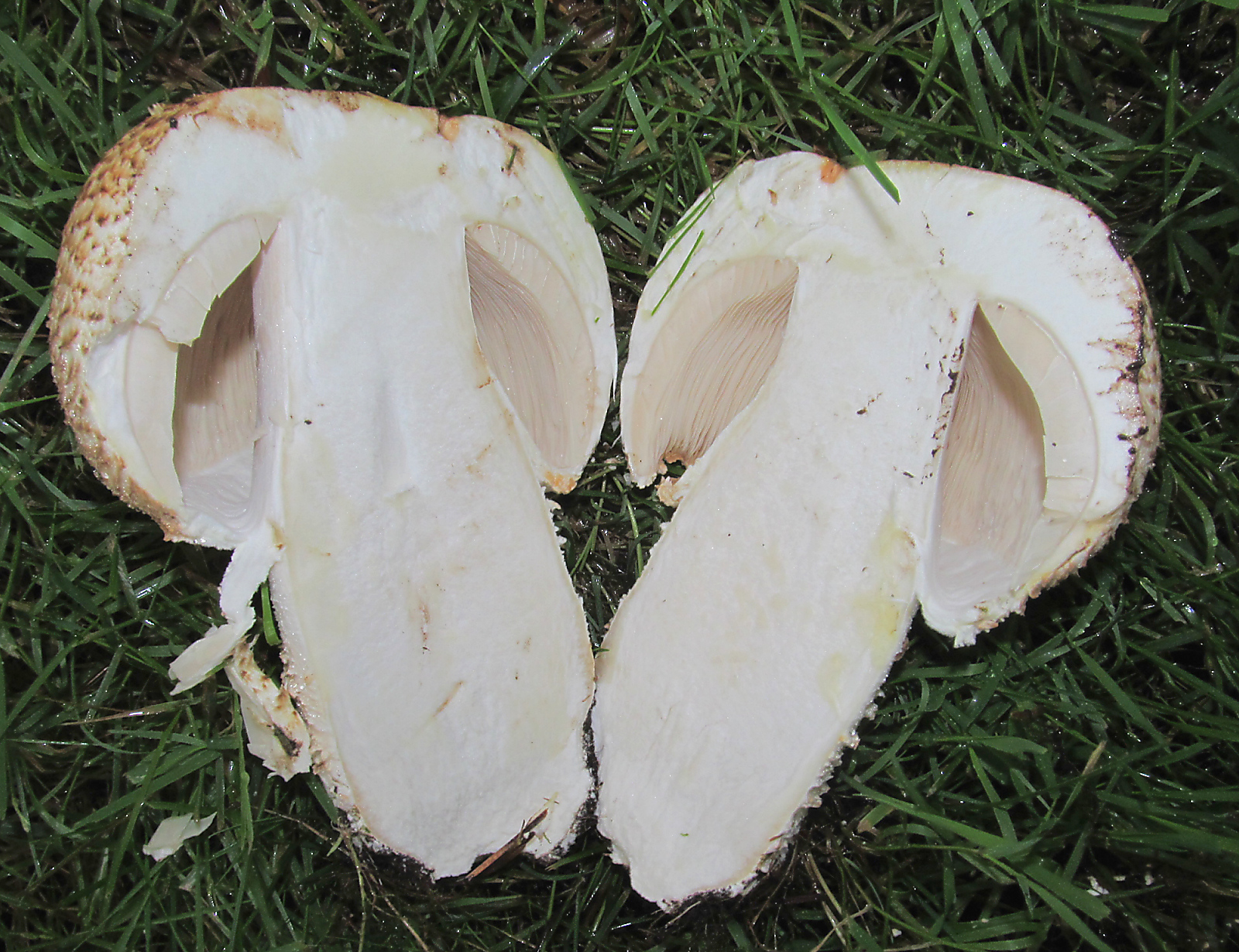
Doorsnede
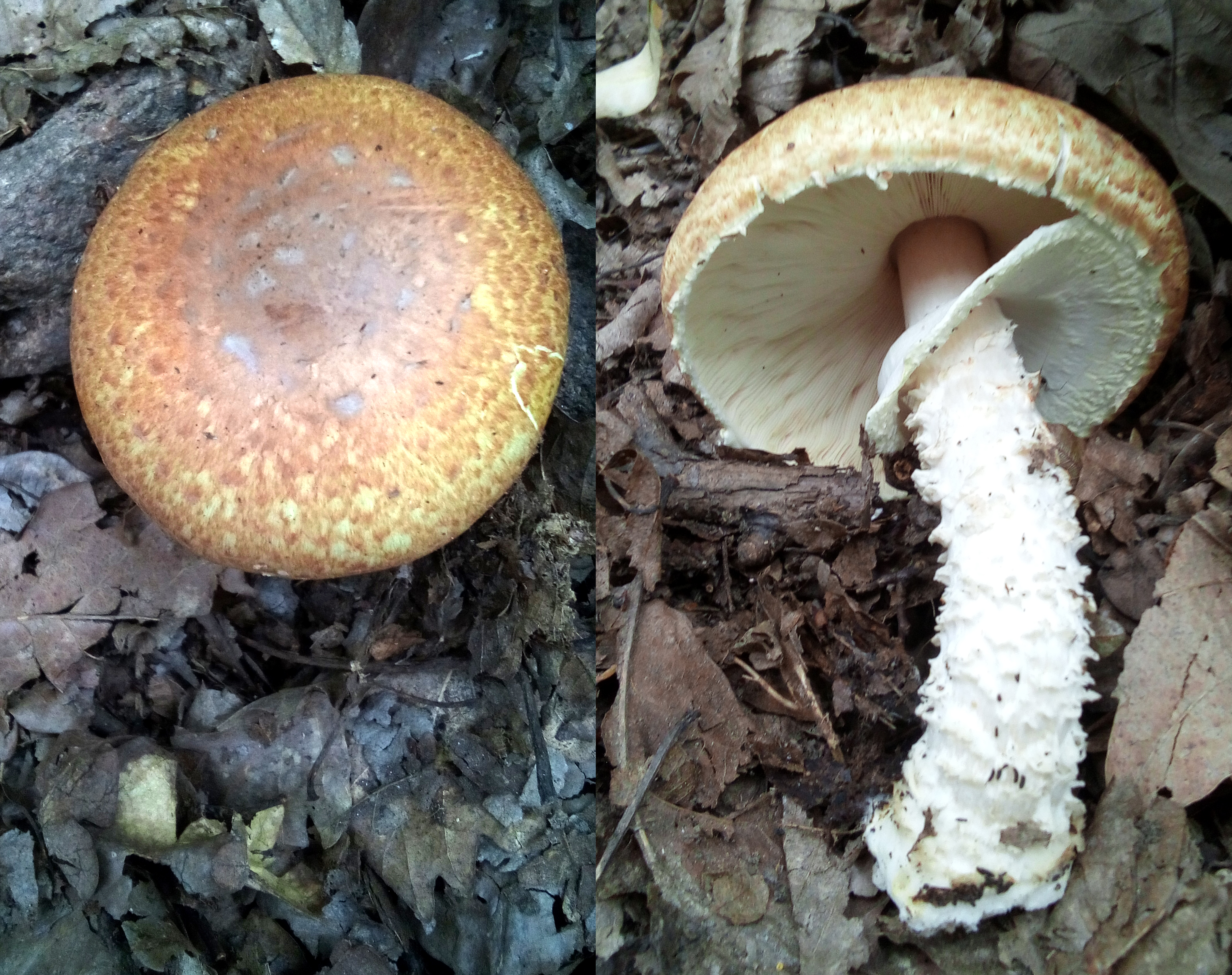
Steel met schubjes

## Ecologie
De reuzenchampignon is een saprofyt waarvan de paddenstoelen laat in de zomer en in de herfst verschijnen. De paddenstoel is dan voornamelijk te vinden op humusrijke grond van loofbossen, parken en wegbermen, maar komt ook voor in andere biotopen, zoals de voedselarme grond van naaldbossen, zoals kalkhoudend zand, leem en klei. 

## Verspreiding
De reuzenchampignon heeft een groot verspreidingsgebied en komt voor in Europa, Noord-Amerika, Noord-Afrika en Azië. In Nederland is het een algemene soort en België is een vrij algemeen voorkomende soort.

## Culinair gebruik
De reuzenchampignon is een eetbare paddenstoel en wordt veelvuldig verzameld in Eurazië, de Verenigde Staten, Canada en sommige delen van Mexico.